# Brigitte Rohde
Brigitte Rohde-Köhn, nemška atletinja, * 8. oktober 1954, Prenzlau, Vzhodna Nemčija.
Nastopila je na olimpijskih igrah leta 1976 in tam osvojila naslov olimpijske prvakinje v štafeti 4×400 m. V tej disciplini je osvojila tudi naslov evropske prvakinje leta 1974. V letih 1972 in 1976 je z vzhodnonemško reprezentanco dvakrat postavila svetovni rekord v štafeti 4 x 400 m, tudi ob olimpijski zmagi.